# Ebo
Ebo – miasto w Angoli, w prowincji Kwanza Południowa.